# Веб-публикация
Веб-публика́ция (также онла́йн-публика́ция, Интерне́т-публика́ция) — процесс публикации оригинального контента в Интернете. Включает в себя создание и загрузку веб-сайтов, обновление связанных веб-страниц и размещение онлайн-контента на этих страницах. Веб-публикация охватывает личные, деловые и общественные веб-сайты, а также электронные книги и блоги. Контент, предназначенный для веб-публикации, может включать текст, видео, цифровые изображения, художественные работы и другие формы мультимедиа.
Веб-публикации позволяют компаниям и издателям публиковать контент, доступный онлайн для просмотра, скачивания и передачи пользователями, предлагают новые экономические и бизнес-модели для публикации и доступа к информации, а также цифровую трансформацию.
Веб-публикация используется для различных целей, таких как расширение присутствия бизнеса в Интернете, электронная коммерция, продвижение бренда, самореклама, создание тематических веб-сайтов сообществ. Основное преимущество веб-публикации — её безграничные возможности в плане дизайна и контента. Она также привлекает огромную аудиторию, так как контент становится доступным для посетителей со всего мира. Это открывает новые возможности для персональных публикаций, которые ранее были невозможны.
Ключевым аспектом веб-публикации является то, что, хотя она относительно легка в реализации для веб-сайта, есть важные компоненты, которые необходимо учитывать. Веб-сайты должны иметь высокую скорость загрузки, поскольку посетители не будут ждать медленной загрузки страниц. Это область, где могут быть востребованы определённые знания и навыки.
Для осуществления веб-публикации издателям требуются три основных компонента: программное обеспечение для создания веб-сайтов, подключение к Интернету и веб-сервер для размещения сайтов. Программное обеспечение может варьироваться от профессиональных приложений для веб-дизайна до простых систем управления содержимым. Поскольку для веб-публикации не требуются физические материалы, такие как чернила и бумага, публикация контента практически не несёт финансовых затрат. Таким образом, веб-издателем может стать практически любой, кто соответствует вышеуказанным базовым требованиям.
Обязанности веб-издателя включают создание, курирование и внедрение онлайн-контента. Специалист может работать над контентом для корпоративного сайта, социальных сетей или различных страниц электронной коммерции. Основная задача веб-издателя — развитие сильного онлайн-присутствия, привлекательного для бизнес-клиентов или читателей с целью увеличения аудитории и получения прибыли. Конкретные обязанности будут варьироваться в зависимости от характера должности.
Веб-издатель, как правило, занимается редактированием, написанием и публикацией онлайн-контента с использованием систем управления содержимым (CMS). Веб-издатели отвечают за создание положительного опыта для посетителей с применением языков программирования, обработку запросов на публикацию от контент-команды, обеспечение соответствия бренду на всех онлайн-каналах и поставку контента для цифровых проектов. Издатели электронных книг и блогов используют схожие инструменты веб-публикации, что и создатели веб-сайтов. Те, кто не обладает необходимыми навыками, прибегают к услугам профессиональных веб-издателей или организаций для размещения, обслуживания и модификации своих онлайн-ресурсов.
Публикация обновлений на сайтах социальных сетей обычно не считается веб-публикацией в строгом смысле. Вместо этого веб-публикация обычно относится к загрузке оригинального контента на уникальные веб-сайты.